# شیرجه در المپیک تابستانی ۱۹۷۲
شیرجه در بازی‌های المپیک تابستانی ۱۹۷۲ نام رویداد ورزش شیرجه در بازی‌های المپیک تابستانی بود که در سال ۱۹۷۲ برگزار شد.

## جدول مدال‌ها
| رتبه | کشور                      | طلا | نقره | برنز | مجموع |
| ۱    | ایالات متحده آمریکا (USA) | ۱   | ۱    | ۱    | ۳     |
| ۱    | ایتالیا (ITA)             | ۱   | ۱    | ۱    | ۳     |
| ۳    | سوئد (SWE)                | ۱   | ۱    | ۰    | ۲     |
| ۴    | اتحاد شوروی (URS)         | ۱   | ۰    | ۰    | ۱     |
| ۵    | چکسلواکی (TCH)            | ۰   | ۱    | ۰    | ۱     |
| ۶    | آلمان شرقی (GDR)          | ۰   | ۰    | ۲    | ۲     |

## کشورهای شرکت کننده
| - استرالیا (۳) - اتریش (۴) - کانادا (۸) - کلمبیا (۲) - چکسلواکی (۱) | - آلمان شرقی (۷) - فنلاند (۲) - فرانسه (۳) - بریتانیای کبیر (۸) - اندونزی (۱) | - ایتالیا (۲) - جامائیکا (۱) - ژاپن (۳) - مکزیک (۴) - هلند (۲) | - نروژ (۱) - لهستان (۳) - پورتوریکو (۱) - رومانی (۳) - اتحاد شوروی (۹) | - اسپانیا (۲) - سوئد (۲) - سوئیس (۱) - ایالات متحده آمریکا (۸) - آلمان غربی (۹) |